# Dassault Mirage 4000
Dassault Mirage 4000 (tudi Super Mirage 4000) je bil francoski prototipni lovec, ki ga je razvil Dassault-Breguet na podlagi Miraga 2000. Mirage 4000 je za razliko večji, težji in uporablja dva motorja SNECMA M53-2. Ima pa podobno krilo in vstopnike za zrak. 
Dassault je Miraga 4000 razvil s svojimi lastnimi sredstvi. Prvi let je bil 9. marca 1979. Program so v 1980ih preklicali, je pa dizajn deloma vplival na razvoj Dassault Rafale

## Specifikacije (Mirage 4000)
Podatki iz Dassault Aviation. 
Splošne karakteristike
- Posadka: 1
- Dolžina: 18,70 m (61 ft 4 in)
- Razpon kril: 12,00 m (39 ft 4 in)
- Višina: 5,80 m (19 ft 0 in)
- Površina kril: 73,0 m² (785 ft²)
- Teža praznega letala: 13000 kg (29000 lb)
- Pogon letala: 2 × SNECMA M53-2 turbofana z dodatnim zgorevanjem, 95 kN (22000 lbf) vsak

 Zmogljivost 
- Maks. hitrost: 2445 km/h (1320 vozlov, 1519 mph)
- Doseg: 2000 km (1100 nmi, 1200 milj)
- Višina leta: 20000 m (66000 ft)